# ريتشية
الريتشية (الاسم العلمي: Ritchiea) هي جنس من النباتات تتبع الفصيلة القبارية من رتبة الكرنبيات.

## أنواع الريتشية
- ريتشية قبارية
- ريتشية أفزلية
- ريتشية بسيطة الأوراق
- ريتشية شاطئية
- ريتشية غوسويلرية
- ريتشية قائمة
- ريتشية قزمية
- ريتشية كبيرة السداة
- ريتشية كبيرة الأزهار
- ريتشية مميزة
- ريتشية منعكسة